# The Callous Daoboys
The Callous Daoboys es una banda estadounidense de metalcore formada en Atlanta, Georgia en 2016. Su nombre es un "spoonerism" del equipo de fútbol americano Dallas Cowboys.

## Historia
La banda lanzo su primer EP, titulado My Dixie Wrecked, el 1 de abril de 2017. El 1 de diciembre de ese mismo año, la banda lanzó su segundo EP Animal Tetris. Este fue el último lanzamiento que incluyó la formación original de la banda.
A principios de 2018, el baterista Alex Jerral y la bajista Claire Darling dejaron la banda; Sam Williamson se unió como nuevo baterista y Jackie Buckalew como bajista. El 21 de junio de 2019, la banda lanzó su primer álbum de estudio Die on Mars, bajo el sello Dark Trail Records. El álbum tuvo una recepción muy positiva y generó mucha atención. Caleb Newton de Captured Howls lo describió como «...una experiencia inmersiva que va mucho más allá de... cualquier tipo de composición convencional».
El 19 de marzo de 2022, The Callous Daoboys lanzaron un sencillo titulado "Un breve artículo sobre los bucles temporales" y anunciaron que firmarían con MNRK Music Group para el lanzamiento de su segundo álbum de estudio. Su segundo álbum Celebrity Therapist, se lanzó el 2 de septiembre de 2022.
El 2 de enero de 2024, la banda confirmó que grabarían en el estudio ese mismo año con Adam Cichocki, baterista de Gatherers, para su tercer álbum, anunciado posteriormente bajo el título de "I Don't Want to See You in Heaven". El álbum se lanzó el 16 de mayo de 2025.

## Estilo musical e influencias
La banda ha sido descrita como una mezcla de mathcore y emo, y se han referido a sí mismos como una banda de nu metal, citando a The Dillinger Escape Plan, Botch, Korn, Slipknot, Linkin Park y System of a Down como sus mayores influencias.

## Miembros
Miembros actuales
- Carson "Big Animal" Pace – voz principal, sintetizador (2016-presente)
- Maddie “El Perro” Caffrey – guitarra (2016-presente)
- Amber “The Mind” Christman – violín, sintetizador (2016-presente)
- Jackie “Clancy” Buckalew – bajo, coros (2018-presente)
- Daniel "Dip" Hodsdon – guitarra, coros (2022-presente)
- Matthew "Marty" Hague – batería, coros (2022-presente)
- Rich Castillo – saxofón (2019-presente)

## Discografía

### Álbumes de estudio
- Die on Mars (2019)
- Celebrity Therapist (2022)
- I Don't Want to See You in Heaven (2025)

### EPs
- My Dixie Wrecked (2017)
- Animal Tetris (2017)
- God Smiles Upon the Callous Daoboys (2023)